# Wayne Gretzky
Wayne Douglas Gretzky (Brantford, Ontario, Canadá, 26 de enero de 1961) es un exjugador profesional canadiense de hockey sobre hielo. Está considerado como el mejor jugador de hockey sobre hielo de todos los tiempos.
Fue un prodigio desde niño, se convirtió en un profesional en 1978 a la edad de 17 años en la World Hockey Association (WHA), liderando luego de eso una larga carrera en la NHL. Tuvo 40 récords en temporadas regulares, 15 récords en los playoff, ganó 4 copas Stanley con los Edmonton oilers, ganó 9 Trofeos Hart y 10 Trofeos Art Ross. Él es el único jugador en tener más de 200 puntos en una temporada.
En 1999 se retiró de jugar y se convirtió en el director Ejecutivo de la selección canadiense de hockey sobre hielo durante los Juegos Olímpicos en Salt Lake City del 2002. También se hizo el copropietario de los Phoenix Coyotes en el 2000 y después del cierre de la NHL durante la temporada 2004-05 pasó a ser su entrenador.

## Primeros años y la WHA
Los abuelos paternos de Gretzky eran inmigrantes polacos que llegaron a Canadá a principios del siglo XX desde el pueblo de Maguilov de la Rusia Imperial (ahora Bielorrusia). Fue el clásico niño prodigio. A la edad de 10 años había anotado 378 goles y 139 asistencias en apenas 85 juegos con el Narofsky Steelers. A los 14 años en parte para avanzar en su carrera y en parte para alejarlo de la presión que tenía en su ciudad natal, los Gretzky desafiaron las reglas canadienses del hockey aficionado para que Wayne ganara el derecho a jugar en otra parte, esto fue rechazado en ese momento. Más tarde los Gretzky ganaron y Wayne se trasladó a Toronto jugando para los Toronto Nationals. Ganó como novato del año en la liga menor de hockey del metro b en 1975-1976, con 60 puntos en 28 juegos. Al año siguiente con solo 15 años tenía 72 puntos en 32 juegos con los Seneca Nats. Además de esto, firmó con su primer agente. 
A pesar de su fama, Gretzky fue puenteado por dos equipos en el OHA Midget Draft en 1977. Oshawa escogió a Tom McCarthy, y los Niagara Falls escogieron a Steve Peters de segundo. Con la tercera selección los Greyhounds escogieron a Gretzky, aunque Walter (su padre) había escrito al equipo para avisarles que Wayne no se movería a Sault Ste. Marie, una localización norteña de Ontario que inflige un horario de viaje muy pesado a su equipo. Él jugó una temporada con la Liga de Hockey de Ontario a los 16 años con los Greyhounds. Mientras jugaba para los Greyhounds, comenzó a usar el número 99 en su jersey aunque él realmente quería usar el número 9 -por su héroe Gordie Howe- pero este ya era usado por su compañero Brian Gualazzi. Su entrenador Muzz MacPherson le sugirió que usara el número 99 y así lo hizo.
Se convirtió en el jugador más joven en competir en el World Junior Championships de 1977 en Montreal a la edad de 16. A pesar de ser el jugador más joven del torneo, acabó con el puntaje más alto del torneo, fue escogido para el equipo de la All-Star y para el Mejor Forward del torneo.
Para 1978-79 firmó con los Indianápolis Racers de la World Hockey Association (WHA) como un jugador menor de edad. La National Hockey Ligue (NHL) no acepta jugadores menores de 18 años pero la WHA no tenía reglas respecto a la edad de los jugadores. El dueño de los Indianápolis Racers, Nelson Skalbania firmó con el joven de 17 años un contrato de un valor personal de ocho años, un contrato de servicios entre $1.12- y $1.75-millones de dólares sobre uno a dos años. Skalbania sabía que la WHA se descoloraba y que los Racers no podrían esperar a ser incluidos entre ninguno de los equipos tomados dentro por la NHL. Él esperaba mantener a los Racers vivos bastante tiempo para recuperar la remuneración de los equipos que sobrevivían cuando la WHA disolvió.
Sin embargo luego de ocho juegos en la temporada, Skalbania necesitaba el dinero. Él "vendió" a Gretzky a su socio anterior, y al entonces dueño de los Edmonton Oilers de la WHA, Peter Pocklington. Aunque el precio anunciado fue de $850.000, Pocklington pagó realmente $700.000 para comprar Gretzky así como otros dos otros jugadores de Indianápolis, el guardameta Peter Mio y el delantero Peter Driscoll.
En el cumpleaños número 18 de Gretzky, el 26 de enero de 1979, Pocklington firmó con él un contrato de servicios personales de 20 años (el más largo de historia del hockey) digno de $4-5 millones de dólares, Gretzky se encendió al capturar el trofeo de Lou Kaplan como el novato del año, quedó de tercero en el puntaje de la liga (110 puntos, es decir la sumatoria de sus goles y pases gol), y ayudó a los Oilers a terminar de primeros en la liga. Los Oilers alcanzaron los finales del Avco World Trophy antes de perder ante Winnipeg Jets.

## Carrera en la NHL
Después que la World Hockey Association fue absorbida por la NHL en 1979, Los Edmonton Oilers y otros 3 equipos se unieron a esta. Debido al éxito de Gretzky en la WHA lo llevó a estar dentro de la NHL.

### Edmonton Oilers (1979-1988)
En su primera temporada en la NHL (1979-1980) demostró que sus críticos se equivocaban. Ganó el Hart Memorial Trophy, como el jugador más valioso de la liga. Se convirtió en el jugador más joven en marcar más de 50 goles, aunque no fue tomado en cuenta para el Calder Memorial Trophy, dado al mejor novato de la NHL, por el año anterior de experiencia profesional. La regla fue cambiada, en vez de Gretzky, el defensa de los Boston Bruins, Ray Bourque ganó el premio.
En su segunda temporada Gretzky ganó el trofeo Art Ross (el primero de siete consecutivos) con 164 puntos, rompiendo los récord de Bobby Orr y Phil Esposito con 102 (asistencias en una temporada) y 152 (puntos en una temporada). Ganó su segundo trofeo Hart.
Durante la temporada de 1981-1982 sobrepasó el récord que se mantuvo por más 35 años: 50 goles en 50 juegos. Puesto por Maurice "Rocket" Richard durante la temporada de 1944-45 de la NHL. Gretzky logró la hazaña en sólo 39 juegos. Su 50 gol de la temporada fue el 30 de diciembre de 1981 en los segundos de finales de un triunfo de 7 a 5 contra los Philadelphia Flyers. Fue su quinto gol en el juego. El 24 de febrero del 82 Gretzky rompió el récord de Phil Esposito por tener la mayor cantidad de goles en una temporada (76). Finalizó la temporada con 92 goles, 120 asistencias, y 212 puntos en 80 juegos, siendo el único jugador en la historia de la NHL en romper la marca de 200 puntos. Ese año, Gretzky se convirtió en el primer jugador de hockey y el primer canadiense en ser nombrado el Associated Press Male Athlete of the Year. También fue llamado " el Deportista del Año " de la revista Sport Ilustrated. 
En las siguientes temporadas se vería a Gretzky romper su propio récord de asistencias tres veces más (125 [1982-1983], 135 [1984-1985], y 163 [1985-1986]; también mejoró la marca (120 asist.) en 1986-1987 con 121 y 1990-1991 con 122) y sus puntos una vez más (215). Cuando terminó de jugar en Edmonton, mantuvo o compartió 49 récord de la NHL, que en sí mismo era un récord. Los Edmonton Oilers durante su última temporada en la WHA terminaron de primeros en toda la temporada regular. Aunque al entrar a la NHL no tuvieron el mismo éxito luego de 4 temporadas los Oilers ya estaban compitiendo por la copa Stanley. 
Los Oilers eran un equipo joven y fuerte que iba hacia delante con jugadores como Mark Messier, Gretzky, Glenn Anderson y Jari Kurri, el defensa Paul Coffey, y el portero Grant Fuhr. Gretzky era el capitán. En 1983 llegaron a la final de la copa Stanley, solo para ser eliminados por Los New York Islanders. Durante la siguiente temporada, Los Oilers quedaron en la final nuevamente con los New York Islanders esta vez ganando su primera copa Stanly de 5 en 7 años. A Gretzky se le nombró oficial de la Orden de Canadá el 25 de junio de 1984 por su sobresaliente contribución al Hockey. Como la ceremonia de la entrega de la Orden es siempre hecha durante las temporadas de Hockey, le tomó 13 años, siete meses y dos Gobernadores Generales antes de que el pudiera aceptar el honor. Los Oilers con Gretzky, también ganaron la Copa Stanley en 1985,1987 y 1988; y sin él en 1990.

### Los Angeles Kings (1988-1996)
El 9 de agosto de 1988, Gretzky fue "cambiado" con otros jugadores de los Oilers para Los Angeles Kings. Este cambio molestó a algunos y Gretzky fue considerado un “traidor” por algunos canadienses por irse de su ciudad, de su pueblo y de su país de origen. Se rumoreó que la motivación del cambio era por su esposa, Janet Jones, quien buscaba avanzar en su carrera como actriz. Otros creen que fue Pocklington que instigó en el cambio, procurando beneficiarse económicamente de la transacción. En la primera temporada de Gretzky en Los Ángeles se vio un aumento en la asistencia de espectadores y el despertar en el interés por este deporte, en una ciudad que no era conocida antes por seguir el hockey sobre hielo. Los Kings, que entonces jugaron en el Great Western Forum, alardearon de sus numerosos éxitos de taquilla en su camino a los playoffs de 1989. Se le da mucho crédito a Gretzky por poner en el mapa de la NHL a los estados que no eran lucrativos para jugar hockey. Su popularidad fue factor importante para que se generaran 2 licencias más para equipos en California (los Anaheim Mighty Ducks y los San Jose Sharks). Mientras jugaba en Los Ángeles creció la popularidad de este deporte en los estados sureños de Estados Unidos, desde California, pasando por Arizona y Texas, hasta Florida. En 1990 es nombrado por la Associated Press como Male Athlete of the Decade.

### St. Louis Blues(1996)
El 27 de febrero de 1996 él se unió al Saint Louis Blues. Anotó 37 puntos en 31 juegos para el equipo tanto en la estación regular como en los partidos de playoff, y el Blues quedó dentro de un juego en horas extraordinarias de las finales de Conferencia. También sirvió como el capitán del equipo en su corta estancia con el Blues. Lamentablemente, nunca pulsó con el equipo o con su nuevo derechista, Brett Hull, sobre el hielo así como muchos lo habían esperado. El 12 de julio, firmó con los Nueva York Rangers, como un agente libre, volviendo a juntarse con su compañero de equipo de mucho tiempo en los Oilers , Mark Messier.

### New York Rangers (1996-1999)
Su carrera profesional la terminó con los Rangers. Jugó sus 3 últimas temporadas ayudando al equipo a alcanzar las Finales de Conferencia del Este en 1997. Los Rangers fueron derrotados en las finales de conferencia por los Philadelphia Flyers. Por primera vez en su carrera de la NHL, Gretzky no fue el capitán del equipo durante su estancia con los Rangers (Gretzky sólo llevó la 'C' del capitán cuando el capitán de equipo regular estaba lesionado).
En 1997, antes de su retiro, The Hockey News llamó a un comité de 50 expertos del hockey (antiguos jugadores de la NHL, escritores pasados y presentes, locutores, entrenadores, ejecutivos y directivos del hockey) para seleccionar y clasificar a los 50 mayores jugadores en la historia de la NHL. Los expertos escogieron a Gretzky como el número uno.
Participó en las Olimpiadas de invierno en Nagano, Japón. El equipo canadiense era el favorito pero sin la presencia de Mario Lemieux y de otros jugadores estrellas debido a las lesiones, el equipo perdió ante la República Checa en las semifinales, siendo su única frustración como jugador el no conseguir la medalla de oro olímpica.
Su último juego de la NHL en Canadá fue el 16 de abril de 1999, en un empate 2-2 con los Ottawa Senators, y su juego final fue en 2-1 ganado por los Pittsburgh Penguins el 18 de abril en el que Jaromir Jagr anotó el gol ganador. Los himnos nacionales fueron ajustados para la salida de Gretzky. En lugar de cantar "O Canada, we stand on guard for thee" Bryan Adams cantó "We're going to miss you Wayne Gretzky". The Star-Spangled Banner cantado por John Amirante fue ajustado en vez de "the land of the free" para "the land of Wayne Gretzky". En este juego anotó su punto final, asistiendo el único gol de los Rangers por Brian Leetch. Gretzky fue nombrado como la primera, segunda, y tercera estrella de ambos juegos. Solo Maurice Richard tuvo un honor como ese, cuando durante las finales de la copa Stanley el 23 de marzo de 1944, él anotó 5 goles para los Montreal Canadiens sobre los Toronto Maple Leafs.

## Habilidades
El dominio de Gretzky durante toda su carrera fue atribuido a su tiempo de entrenamiento (por su cuenta, por lo menos de 4 a 5 horas al día) y también que él era ya un prodigio natural. A los 16 años, las habilidades de Gretzky ya eran descritas como " un toque mágico, " decían que tenía un tiro bueno, que movía el puck muy bien y nunca se marchó, jugando " ambas formas " (defensa así como ofensiva) y un jugador que cualquier equipo podría construir alrededor su club de hockey. También se decía que " parece tener ojos detrás de su cabeza".
Para el momento de su retiro Gretzky era conocido por quedarse tras la red, la cual tuvo el sobrenombre de "su oficina" porque "él iba a trabajar allí", pasándoles el puck a compañeros de equipo como Luc Robitaille o Kurri o saltando rápidamente para un gol recirculante. En el honor a esto, para su último juego había dos "99" grandes pintados sobre el hielo detrás de la red. La carrera de Gretzky señala el total de 3239 (2857+382) puntos y los juegos de partido de desempate combinados son ligeramente más altos que de los de 6 hermanos Sutter combinados (3209, 2934+275).

## Post-Retiro
El 22 de noviembre de 1999 Gretzky entró al Hockey Hall of Fame, convirtiéndose en el décimo jugador en pasar el periodo de espera. Luego la NHL indicó que sería el último jugador en hacerlo. En el 2000 entró al IIHF Hall of Fame. Además de esto el número 99 de Gretzky fue retirado en el All-Star Game del 2000. Más tarde ese año, se convirtió, en el Alternate Governor and Managing Partner de los Phoenix Coyotes. Comenzaron rumores en cuanto a la acción de Gretzky en ser el entrenador del equipo, pero fueron rechazados por Gretzky y el resto de los propietarios de los Coyotes. A pesar de las negaciones, el 8 de agosto de 2005 Gretzky estuvo de acuerdo en ser el entrenador de los Coyotes. 
Mientras se hacía el anuncio de Gretzky, prominentes agentes libres firmaron con los Coyotes sólo para tener la posibilidad de jugar para Gretzky, incluyendo a Brett Hull. Hull, fue brevemente el derechista de Gretzky, sólo durante cinco juegos y sólo anotó uno asistencia antes de retirarse. Irónicamente, Brett podría haber tenido el registro por la mayor parte de goles sobre cualquiera en tres temporadas - él anotó 228 goles entre 1989-90 y 1991-92 - si no fuera por Gretzky. De 1981-82 a 1983-84, Gretzky anotó 254 goles.
Gretzky hizo su estreno como entrenador el 5 de octubre de 2005, la noche de apertura de la temporada 2005-06, perdiendo 3-2 contra los Vancouver Canucks. Su primera victoria como entrenador fue el 8 de octubre de 2005, contra los Minnesota Wild ganando 2-1. Gretzky tomó un permiso indefinido de ausencia como entrenador, el 17 de diciembre de 2005 para cuidar a su madre enferma en Brantford, Ontario. Su madre perdió su batalla contra el cáncer de pulmón dos días más tarde, falleciendo el 19 de diciembre de 2005. El ayudante del entrenador Rick Tocchet asumió la posición hasta la vuelta de Gretzky el 28 de diciembre. El presidente Jeff Shumway de los Coyotes anunció el 5 de junio de 2006 que Gretzky ha acordado a un nuevo contrato de cinco años para permanecer como entrenador.

### Olimpiadas de Invierno
Gretzky era el director ejecutivo del equipo canadiense de hockey en los Juegos Olímpicos de Salt Lake City 2002, Utah. El 18 de febrero, repartió golpes a diestra y siniestra con los medios de comunicación en una rueda de prensa, frustrado, por la especulación en cuanto al poco inspirador 1-1-1. Se Salió de control después de que Canadá empatara 3-3 contra República Checa.
Gretzky fue otra vez el director ejecutivo del equipo de hockey de Canadá en los Juegos Olímpicos de Turín del 2006, Italia, aunque a diferencia del 2002; el equipo fue eliminado en los cuartos de final y no pudieron obtener la medalla. Le pidieron manejar el equipo de Canadá en los Campeonatos del Mundo de Hockey sobre hielo 2005, pero se negó debido a la falta de salud de su madre.

### El Heritage Classic
Aunque Gretzky había dicho que no iba a participar en ningún juego de exhibición, el 22 de noviembre de 2003, Gretzky retornó al hielo una vez más para ayudar a celebrar el 25 aniversario de los Edmonton Oilers como equipo del NHL.
El Heritage Classic es el primer juego de la NHL en ser jugado al aire libre, se realizó en la Commonwealth Stadium en Edmonton. Después del juego de la NHL estaba el juego de las Mega Estrellas que reunió a Gretzky y a muchos de sus compañeros de equipo de los Oilers ya retirados (Messier, Fuhr, Kurri, Lowe etc.) contra un grupo de jugadores de los Montreal Canadiens como Claudio Lemieux y Lafleur delante de 57,167 admiradores (un récord de la NHL) en el clima frío, así como millones más por televisión.
Los Edmonton ganaron el juego, 2-0, mientras que más tarde Montreal ganó el juego en la temporada regular, 4-3. El juego posteriormente fue puesto a la venta en un DVD titulado, "Heritage Classic: A November to Remember".

## Fuera del hielo

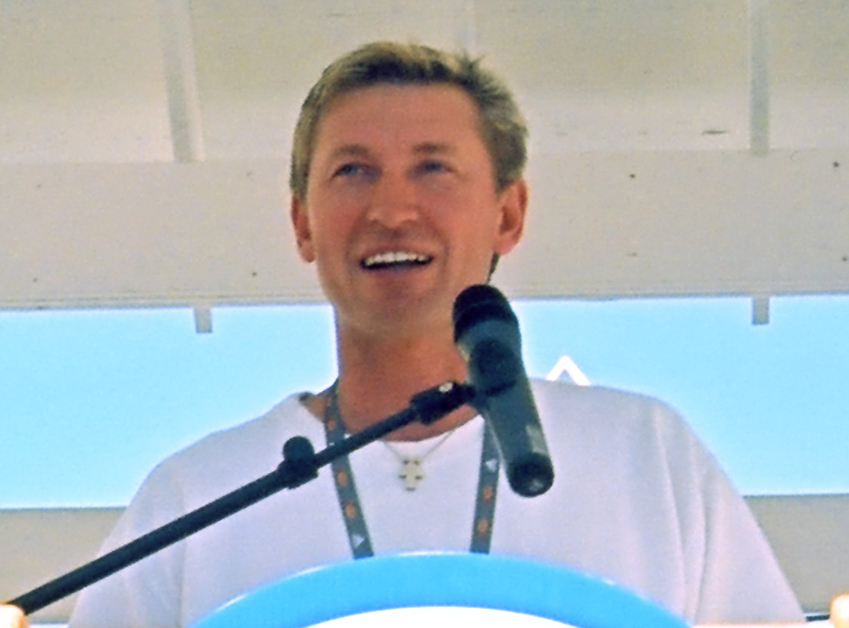

Gretzky conoció a la actriz estadounidense Janet Jones mientras era juez del programa Dance Fever y ella era una bailarina de este. Comenzaron a salir luego de que entraron corriendo el uno hacia al otro, en un juego de Los Angeles Lakers en 1987. Cuando se casaron el 17 de julio de 1988 Janet tenía 4 meses de embarazo de su hija Paulina. “La Boda Real " fue transmitida en directo en todas partes de Canadá de la Basílica de San Joseph de Edmonton, aunque ni Gretzky ni Jones fueran católicos. 
Los miembros del Cuerpo de bomberos actuaron como guardias en la iglesia. El gran evento le cuesta a Gretzky más de US$1 millón. Ellos tienen 4 niños más: Ty Robert (nace El 9 de julio de 1990), Trevor Douglas (nace El 14 de septiembre de 1992), Tristán Wayne (nace El 2 de agosto de 2000), y Emma Marie (nace El 28 de marzo de 2003). Gretzky también obtuvo la ciudadanía estadounidense, después de su matrimonio, y actualmente reside en los Estados Unidos. Su hijo Ty vivió con Wayne en Arizona durante la temporada 2005-06 de la NHL, mientras que los otros niños vivieron con Janet en la casa de la familia en Thousand Oaks (California)
En 1991 Gretzky compró los Toronto Argonauts de la Canadian Football League con Bruce McNall y John Candy. Él y McNall más tarde compraron tarjetas de cigarrillo Honus Wagner T206 . Gretzky presentó el Saturday Night Live en 1989 (el primero y único jugador de hockey que lo ha hecho).
Gretzky ha probado ser endosante popular y ha prestado su imagen para una amplia variedad de productos. Mientras en Edmonton, los productos Gretzky jeans denim, incluidos, fundas de almohada, cereal, pastillas de chocolate, relojes, y una muñeca Mattel. Otros incluyen Koho, Titán, y palos de hockey Easton, el Alquiler Económico un Anticongelante De coche, Máximo, Ford de Canadá, Coca-cola, Esso, McDonald, la Sopa de Campbell, Café Oficial De primeras figuras, Primestar la TV, la Imperial, Nike, Ruedas Extremas, Tarjetas de Sello, Zürich el Seguro, 7 up, Tylenol, Canadian Imperial Bank, y el Power Automotive Group. Él y Ty hicieron publicidad por Viewcam Agudo. Gretzky también prestó su imagen (como Michael Jordania y Bo Jackson) a un espectáculo de historietas en 1992, ProStars, y videojuegos en 1991, 1996, 2004, y 2006. Forbes estima que Gretzky ganó US$93.8 millones de 1990-98. En 1998, Gretzky lanzó una línea de ropa para hombres, y firmó un acuerdo de licencia con una empresa de tarjeta telefónica. 
El modelo de casco que Gretzky llevó en todas partes de su carrera, el Jofa VM, conocido como "el casco de Gretzky", aun cuando fuera llevado por otros jugadores de la NHL. Son hoy un artículo de los coleccionistas. En 2004 Gretzky también se destacó por una línea de juguetes de McFarlane Toys creados por el codueño de los Oilers Todd McFarlane.

### Controversia
El 7 de febrero de 2006, el asistente del entrenador Rick Tocchet de los Coyotes fue implicado en los juegos de azar de Nueva Jersey. Las apuestas según se dice fueron tomadas de jugadores de la NHL, Janet Jones y el Gerente General de los Coyotes, Michael Barnett, que confirmó que él colocó una apuesta sobre el Super Bowl XL con Tocchet. Gretzky dijo: "No hice nada malo, o nada que tenga que ver con algo a lo largo de las líneas de apuestas; esto nunca pasó... Lo diré otra vez: No aposté, no pasó, nunca pasará, no ha pasado, no es algo que he hecho." Reportes por el Newark Star-Ledger dice que la policía de Nueva Jersey posee una grabación de Gretzky hablando con Tocchet. La fuente dijo al periódico que no hay evidencia que Greztky hizo alguna apuesta, pero la policía trataba de saber si él había hecho alguna en nombre de su esposa. Otra fuente más tarde confirmó que la grabación fue después de que la policía fuera a la residencia de los Gretzky a cuestionar a Jones. El 16 de febrero de 2006 se anunció que Gretzky no sería acusado.
El 15 de marzo de 2006, el fiscal general de Nueva Jersey anunció que citará a Jones para declarar en cuanto un jurado de acusación se reúna. El 8 de marzo Jones y Tocchet por separado anunciaron una demanda contra el estado de Nueva Jersey por $50 millones cada uno por difamación, alegando que la investigación dañó sus reputaciones y les costó varias oportunidades de negocios. El 3 de agosto, Nueva Jersey declara que el soldado James Harney se declaró culpable a la conspiración, promoviendo el juego y la mala conducta oficial, y prometió ayudar a autoridades con su caso contra Tocchet.

## Transacciones
- El 12 de junio de 1978, firma como un agente libre con los Indianapolis Racers.

- El 2 de noviembre de 1978 fue "negociado" por los Indianapolis Racers, con Eddie Mio y Peter Driscoll, a los Oilers Edmonton a cambio de 700,000 dólares y futuras consideraciones.

- El 9 de agosto de 1988, negociado por los Engrasadores Edmonton, con Miguel Krushelnyski y Marty McSorley a Los Angeles Kings a cambio de Jimmy Carson, Martin Gelinas, 1989 de Los Ángeles, 1991 y 1993 1as rondas preliminares y dinero efectivo.

- Negociado por Los Angeles Kings a San Louis Blues a cambio de Roman Vopat, Craig Johnson y Patrice Tardif.

- El 21 de julio de 1996 firmó como un agente libre para los New York Rangers.

## Estadísticas
| 1975-76 | Vaughan Nationals           | MetJHL | 28   | 27  | 33   | 60   | 7   | —    | —   | —  | —  | —   | —   | —   | —   | —  |
| 1976-77 | Seneca Nationals            | MetJHL | 32   | 36  | 36   | 72   | 35  | —    | —   | —  | —  | 23  | 40  | 35  | 75  | —  |
| 1976-77 | Peterborough Petes          | OHL    | 3    | 0   | 3    | 3    | 0   | —    | —   | —  | —  | —   | —   | —   | —   | —  |
| 1977-78 | Sault Ste. Marie Greyhounds | OHL    | 64   | 70  | 112  | 182  | 14  | —    | —   | —  | —  | —   | —   | —   | —   | —  |
| 1978-79 | Indianapolis Racers         | WHA    | 8    | 3   | 3    | 6    | 0   | —    | —   | —  | —  | —   | —   | —   | —   | —  |
| 1978-79 | Edmonton Oilers             | WHA    | 72   | 43  | 61   | 104  | 19  | —    | —   | —  | —  | 13  | 10  | 10  | 20  | 2  |
| 1979-80 | Edmonton Oilers             | NHL    | 79   | 51  | 86   | 137  | 21  | +15  | 13  | 1  | 6  | 3   | 2   | 1   | 3   | 0  |
| 1980-81 | Edmonton Oilers             | NHL    | 80   | 55  | 109  | 164  | 28  | +41  | 15  | 4  | 3  | 9   | 7   | 14  | 21  | 4  |
| 1981-82 | Edmonton Oilers             | NHL    | 80   | 92  | 120  | 212  | 26  | +81  | 18  | 6  | 12 | 5   | 5   | 7   | 12  | 8  |
| 1982-83 | Edmonton Oilers             | NHL    | 80   | 71  | 125  | 196  | 59  | +60  | 18  | 6  | 9  | 16  | 12  | 26  | 38  | 4  |
| 1983-84 | Edmonton Oilers             | NHL    | 74   | 87  | 118  | 205  | 39  | +76  | 20  | 12 | 11 | 19  | 13  | 22  | 35  | 12 |
| 1984-85 | Edmonton Oilers             | NHL    | 80   | 73  | 135  | 208  | 52  | +98  | 8   | 11 | 7  | 18  | 17  | 30  | 47  | 4  |
| 1985-86 | Edmonton Oilers             | NHL    | 80   | 52  | 163  | 215  | 46  | +71  | 11  | 3  | 6  | 10  | 8   | 11  | 19  | 2  |
| 1986-87 | Edmonton Oilers             | NHL    | 79   | 62  | 121  | 183  | 28  | +70  | 13  | 7  | 4  | 21  | 5   | 29  | 34  | 6  |
| 1987-88 | Edmonton Oilers             | NHL    | 64   | 40  | 109  | 149  | 24  | +39  | 9   | 5  | 3  | 19  | 12  | 31  | 43  | 16 |
| 1988-89 | Los Angeles Kings           | NHL    | 78   | 54  | 114  | 168  | 26  | +15  | 11  | 5  | 5  | 11  | 5   | 17  | 22  | 0  |
| 1989-90 | Los Angeles Kings           | NHL    | 73   | 40  | 102  | 142  | 42  | +8   | 10  | 4  | 4  | 7   | 3   | 7   | 10  | 0  |
| 1990-91 | Los Angeles Kings           | NHL    | 78   | 41  | 122' | 163  | 16  | +30  | 8   | 0  | 5  | 12  | 4   | 11  | 15  | 2  |
| 1991-92 | Los Angeles Kings           | NHL    | 74   | 31  | 90   | 121  | 34  | -12  | 12  | 2  | 2  | 6   | 2   | 5   | 7   | 2  |
| 1992-93 | Los Angeles Kings           | NHL    | 45   | 16  | 49   | 65   | 6   | +6   | 0   | 2  | 1  | 24  | 15  | 25  | 40  | 4  |
| 1993-94 | Los Angeles Kings           | NHL    | 81   | 38  | 92   | 130  | 20  | -25  | 14  | 4  | 0  | —   | —   | —   | —   | —  |
| 1994-95 | Los Angeles Kings           | NHL    | 48   | 11  | 37   | 48   | 6   | -20  | 3   | 0  | 1  | —   | —   | —   | —   | —  |
| 1995-96 | Los Angeles Kings           | NHL    | 62   | 15  | 66   | 81   | 32  | -7   | 5   | 0  | 2  | —   | —   | —   | —   | —  |
| 1995-96 | St. Louis Blues             | NHL    | 18   | 8   | 13   | 21   | 2   | -6   | 1   | 1  | 1  | 13  | 2   | 14  | 16  | 0  |
| 1996-97 | New York Rangers            | NHL    | 82   | 25  | 72   | 97   | 28  | +12  | 6   | 0  | 2  | 15  | 10  | 10  | 20  | 2  |
| 1997-98 | New York Rangers            | NHL    | 82   | 23  | 67   | 90   | 28  | -11  | 6   | 0  | 4  | —   | —   | —   | —   | —  |
| 1998-99 | New York Rangers            | NHL    | 70   | 9   | 53   | 62   | 14  | -23  | 3   | 0  | 3  | —   | —   | —   | —   | —  |
| 20 años | Totales                     | NHL    | 1487 | 894 | 1963 | 2857 | 577 | +518 | 204 | 73 | 91 | 208 | 122 | 260 | 382 | 66 |

### Récords en la NHL
Wayne Gretzky ha mantenido o compartido 61 récord en la NHL antes de su retiro el 18 de abril de 1999, incluyendo 69 en las temporadas regulares, 15 en los playoff y 6 en los juegos All-Star. 
Los registros regulares de temporada incluyen la mayor cantidad de goles en una temporada(92), La mayor cantidad de asistencias en una temporada(163) y la mayor cantidad de puntos en una temporada (215). También mantener el récord de los 50 goles más rápidos hechos en tan solo 39 juegos.
Gretzky puso récords impresionantes tanto en la temporada regular como en la postemporada, manteniendo el registro por la mayor cantidad de goles en toda su carrera (834), asistencias (1,163), puntos (2,857), y tripletas (50). El jugador más cerca en totales para la temporada regular es Mark Messier. El total de puntos de Gretzky incluyendo la temporada regular y partidos de desempate está en los 3,578. Gretzky también tiene la carrera con más asistencias que cualquier otro jugador. Todavía mantiene el récord por goles en partidos de playoff (122), asistencias (260), puntos (382), tripletas (10), y juegos ganados por goles (24).

### Premios

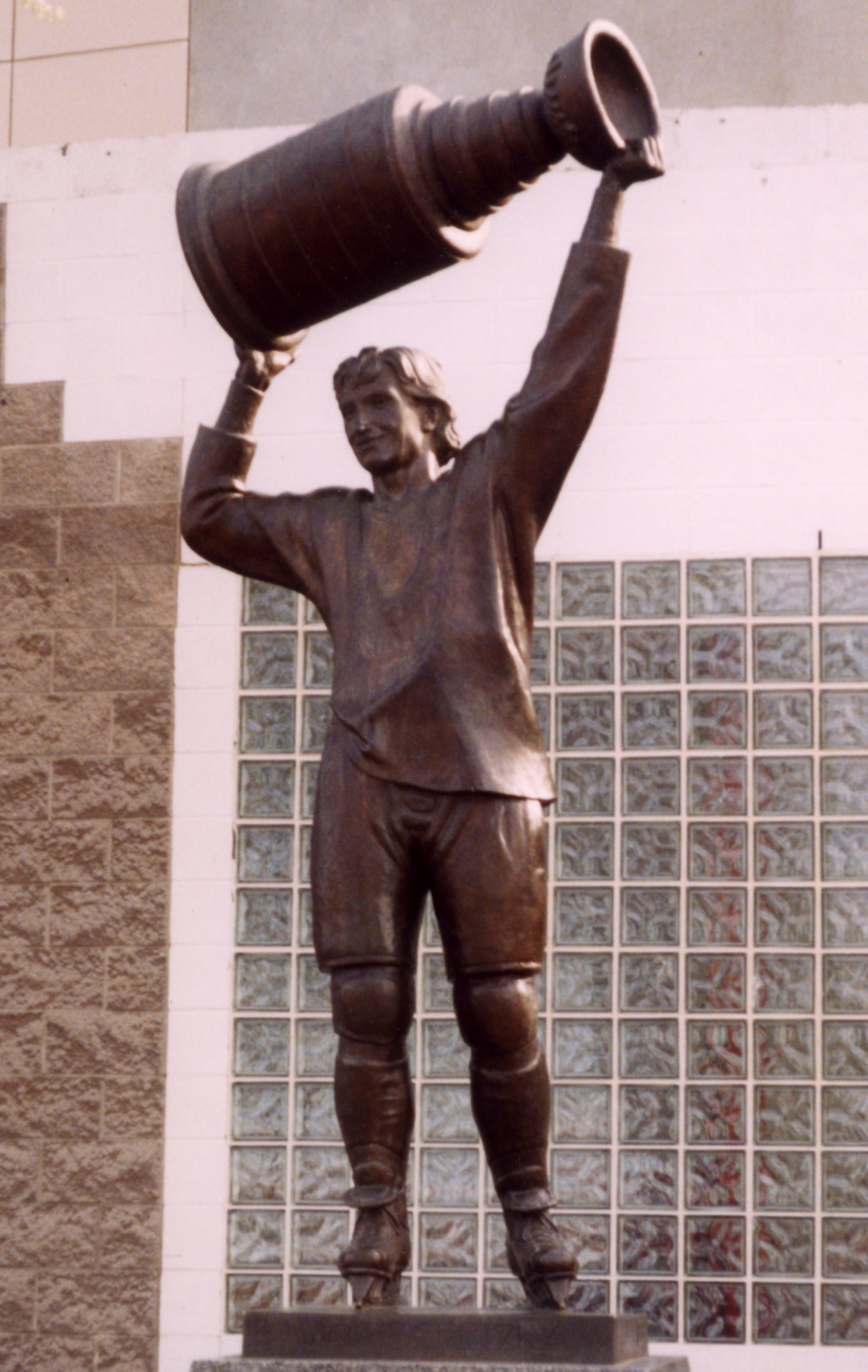
Estatua de Wayne Gretzky en, Edmonton.

- Trofeo Lou Kaplan (Novato del año en la WHA): 1979
- Trofeo Hart (jugador más valioso): 1980 - 1987, 1989
- Trofeo Art Ross (jugador con más puntos): 1981 - 1987, 1990 - 1991, 1994
- Premio Humanitario Charlie Conacher (servicio comunitario): 1980
- Trofeo Conn Smythe (jugador más valioso en los playoffs): 1985, 1988
- Trofeo Ted Lindsay (jugador sobresaliente): 1982 - 1985, 1987
- Trofeo Lady Byng (mayor deportividad, civismo y mejor nivel de juego): 1980, 1991, 1992, 1994, 1999
- NHL Plus/Minus Award (líder de la liga en la estadística de "más/menos".): 1984, 1985, 1987 (líder de la liga en 1982, sin premio)
- Trofeo Maurice Richard (máximo goleador): (líder de la liga en 1982-85 y 1987, sin premio)
- Chrysler-Dodge/NHL; 1985;87
- Lester Patrick Trophy ( jugador sobresaliente en el hockey de los Estados Unidos); 1994
- Lou Marsh Trophy (atleta canadiense del año) — 1982, 1983, 1985, 1989
- NHL All-Star Game; 1983, 1989, 1999
- NHL Primer equipo en el All-Star ; 1981;87, 1991
- NHL Segundo equipo en el All-Star ; 1980, 1988;90, 1994, 1997, 1998
- En 1998, fue seleccionado como el número 1 en The Hockey News en la lista de los 100 mejores jugadores de hockey
- Miembro de la Orden de Canadá.
- Primer extranjero en recibir el Horatio Alger Award.
- Recibió una estrella en el paseo de la fama de Canadá.

## Juegos Internacionales
Jugó para Canadá en:
- 1978 World Junior Ice Hockey Championships (medalla de bronce)
- 1981 Canada Cup (medalla de plata)
- 1982 Ice Hockey World Championships|World Championships (medalla de bronce)
- 1984 Canada Cup (medalla de oro)
- 1987 Canada Cup (medalla de oro)
- 1991 Canada Cup (medalla de oro)
- 1996 World Cup of Hockey (medalla de plata)
- Olimpiadas de invierno en Nagano (no llegaron a la final)

### Estadísticas Internacionales
| Año     | Equipo        | Evento  |    | GP | G  | A   | Pts | PIM |
| ------- | ------------- | ------- | -- | -- | -- | --- | --- | --- |
| 1978    | Canadá        | IWJC    | 6  | 8  | 9  | 17  | 2   |     |
| 1981    | Canadá        | CC      | 7  | 5  | 7  | 12  | 2   |     |
| 1982    | Canadá        | WCh     | 10 | 6  | 8  | 14  | 0   |     |
| 1984    | Canadá        | CC      | 8  | 5  | 7  | 12  | 2   |     |
| 1987    | NHL All-Stars | RV-87   | 2  | 0  | 4  | 4   | 0   |     |
| 1987    | Canadá        | CC      | 9  | 3  | 18 | 21  | 2   |     |
| 1991    | Canadá        | CC      | 7  | 4  | 8  | 12  | 2   |     |
| 1996    | Canadá        | WCp     | 8  | 3  | 4  | 7   | 2   |     |
| 1998    | Canadá        | OG      | 6  | 0  | 4  | 4   | 2   |     |
| Totales | Totales       | Totales | 63 | 34 | 69 | 103 | 14  |     |